# Bertrand Clauzel
Bertrand Clauzel, (1772 - 1842), conte, a fost un general francez, Mareșal al Franței și guvernator general al Algeriei franceze. Intrat în Garda Națională în 1789, este locotenent în 1790, servește în Armata Pirineilor între 1792 și 1795, an în care devine adjudant general șef de brigadă. Servește apoi în vestul Franței și este aghiotant al lui Grouchy în cadrul Armatei din Anglia. Apoi servește în Italia, unde devine general de brigadă (1799). Participă la expediția din Santo Domingo, în cadrul căreia se remarcă, devenind general de divizie în decembrie 1792. Afectat în Olanda, Italia și Dalmația, nu regăsește câmpul de bătălie decât în 1809, împotriva Austriei înainte de a fi trimis în peninsula iberică. Devine baron al Primul Imperiu Francez în 1810. Servește în Armata Portugaliei și ia comanda acesteia în urma bătăliei de la Arapiles, în urma căreia fusesră răniți cei doi ofițeri superiori ierarhic, Marmont și Bonet. La rândul său rănit în această luptă, Clauzel reușește totuși să conducă o superbă retragere ce salvează armata de la distrugere. În 1813 primește comanda Armatei Nordului  și se retrage luptând spre Franța. Luptă sub comanda lui Soult în marea bătălie de la Toulouse.   În timpul celor „o sută de zile”, Clauzel este comandant al corpului de observație al Pirineilor Orientali, iar după Waterloo se autoexilează în Statele Unite, fiind ulterior condamnat la moarte în contumancie. Amnistiat în 1820, se reîntoarce în Franța iar în 1830 susține venirea pe tron a lui Ludovic-Filip. Acesta îl numește Mareșal în 1831 și guvernator al Algeriei în 1835. După o serie de bătălii câștigate, Clauzel eșuează în fața orașului Constantine și conduce o dezastruasă retragere, fapt pentru care este demis. Numele său este înscris pe Arcul de Triumf din Paris. În Sfânta Elena, Napoleon a spus despre Clauzel: „Generalii care păreau destinați să se ridice erau: Gérard, Clauzel, Foy și Lamarque. Ar fi fost noii mei mareșali. ” („Les généraux qui semblaient devoir s’élever, les destinées de l’avenir, étaient Gérard, Clauzel, Foy, et Lamarque. C’étaient mes nouveaux maréchaux”.)  